# Johann Hofbauer

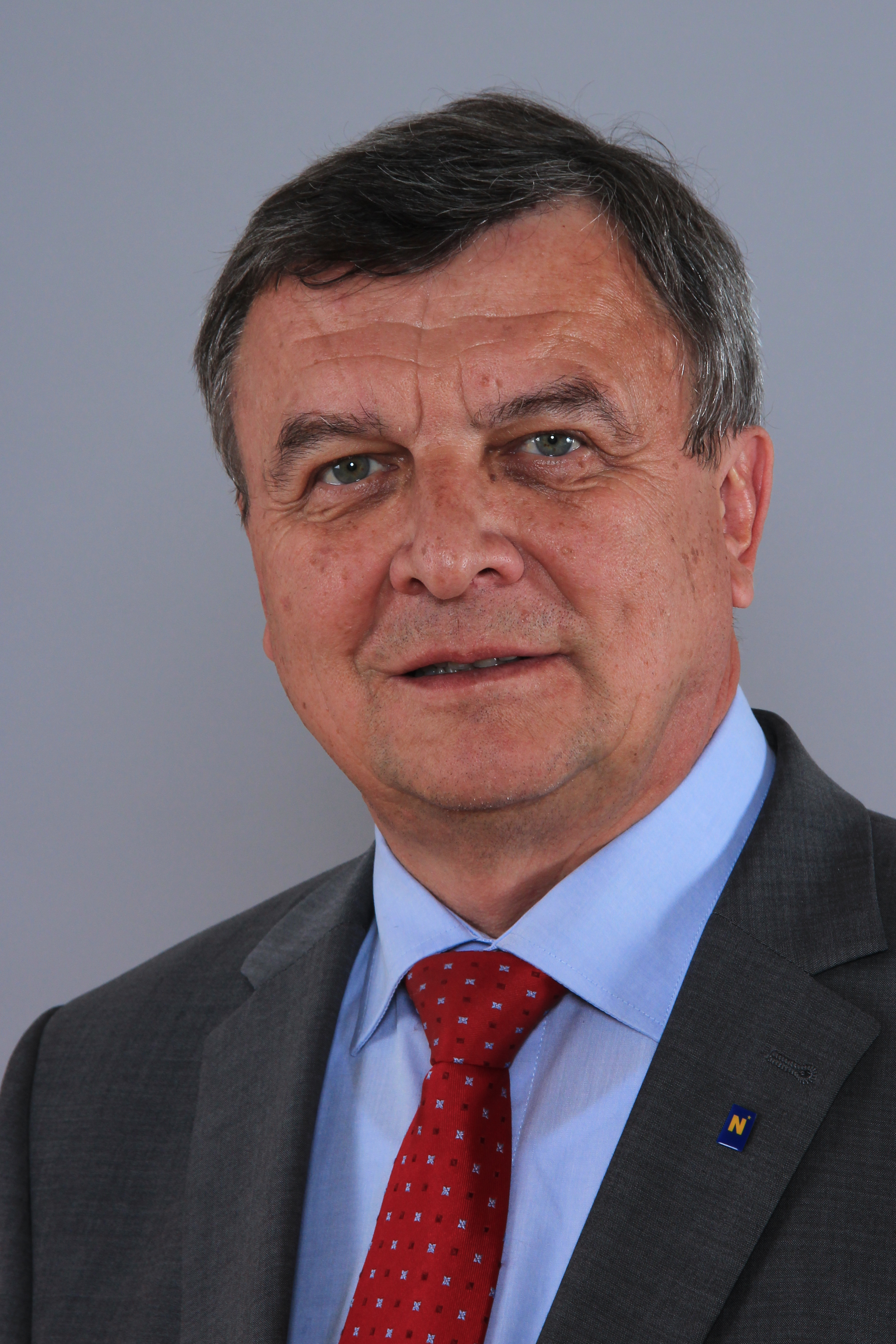
Johann Hofbauer (2013)

Johann Hofbauer (* 24. Jänner 1950 in Kleinpertholz; † 17. März 2020 in Thaures) war ein österreichischer Laborleiter und  Politiker (ÖVP). Er war von 1993 bis 2016 Abgeordneter zum Landtag von Niederösterreich.

## Leben
Johann Hofbauer besuchte nach der Volks- und Hauptschule das Francisco Josephinum in Wieselburg und legte dort die Matura ab. Er war ab 1971 bei der Internationalen Atomenergie-Organisation IAEO tätig und war danach im Bankwesen, der Agrarindustrie und zuletzt als Laborleiter des Milchprüfringes Niederösterreich beschäftigt. Von 1980 bis 1987 war Hofbauer zudem als Angestelltenbetriebsrat bei Agrana aktiv.
Am 17. März 2020 verunglückte er bei einem Forstunfall tödlich.

## Politik
Er engagierte sich politisch zunächst in der Jungen Volkspartei deren Ortsparteiobmann er von 1968 bis 1970 in Heidenreichstein war. 1990 wurde er in den Gemeinderat von Gmünd gewählt. 1998 übernahm er dort das Amt des Obmanns des Verkehrsausschusses.
Hofbauer war vom 7. Juni 1993 bis zum 27. Jänner 2016 Abgeordneter zum Landtag von Niederösterreich. Seit 2000 hatte er das Amt des Klubobmann-Stellvertreters inne. Bei der Landtagswahl 2008 war er Spitzenkandidat der ÖVP im Bezirk Gmünd. Am 28. Jänner 2016 wurde Margit Göll als Nachfolgerin von Johann Hofbauer als Abgeordnete zum Niederösterreichischen Landtag angelobt.

## Ehrungen und Auszeichnungen
- 2003: Großes Silbernes Ehrenzeichen für Verdienste um die Republik Österreich[4]
- 2014: Goldenes Komturkreuz des Ehrenzeichens für Verdienste um das Bundesland Niederösterreich[5]